# Stéphanie Dubois
Stéphanie Dubois (Laval, 31 ottobre 1986) è un'ex tennista canadese.

## Carriera
Figlia di un elettricista, ha un fratello e una sorella.
È diventata professionista nel 2004: nella sua carriera è stata prevalentemente allenata da Bruno Echaragay.
Nel 2012 ha rappresentato il suo Paese alle Olimpiadi di Londra: è però uscita subito al primo turno.

## Statistiche WTA

### Doppio

#### Sconfitte (1)
| Legenda               |
| --------------------- |
| Grande Slam (0)       |
| Argenti Olimpici (0)  |
| WTA Championships (0) |
| Prima del 2009        |
| Tier I (0)            |
| Tier II (0)           |
| Tier III (1)          |
| Tier IV (0)           |
| Tier V (0)            |

| N. | Data            | Torneo                 | Superficie    | Compagna        | Avversarie in finale               | Punteggio   |
| 1. | 29 ottobre 2007 | Bell Challenge, Québec | Sintetico (i) | Renata Voráčová | Christina Fusano Raquel Kops-Jones | 3-6, 6(6)-7 |

## Cronologia doppio tornei del Grande Slam
| Tournament             | 2005 | 2006 | 2007 | 2008 | 2009 | 2010 | 2011 | 2012 | 2013 | 2014 | W–L  |
| ---------------------- | ---- | ---- | ---- | ---- | ---- | ---- | ---- | ---- | ---- | ---- | ---- |
| Torneo del Grande Slam |      |      |      |      |      |      |      |      |      |      |      |
| Australian Open        | Q1   | A    | Q1   | 1T   | 1T   | 1T   | Q3   | 2T   | Q3   | Q3   | 1–4  |
| Open di Francia        | Q1   | Q1   | Q2   | 1T   | Q2   | 1T   | Q3   | 1T   | Q2   |      | 0–3  |
| Wimbledon              | Q1   | Q1   | Q1   | 1T   | 1T   | 1T   | 2T   | 1T   | Q1   |      | 1–5  |
| US Open                | Q2   | 1T   | Q3   | Q2   | 2T   | Q3   | Q3   | Q2   | Q2   |      | 1–2  |
| V–S                    | 0–0  | 0–1  | 0–0  | 0–3  | 1–3  | 0–3  | 1–1  | 1–3  | 0–0  |      | 3–14 |

## Vittorie contro giocatrici Top 10
| Stagione | 2006 | Totale |
| Vittorie | 1    | 1      |

| #    | Giocatrice    | Ranking | Evento                  | Superficie | Turno | Punteggio     | Rank. SDR |
| ---- | ------------- | ------- | ----------------------- | ---------- | ----- | ------------- | --------- |
| 2006 |               |         |                         |            |       |               |           |
| 1.   | Kim Clijsters | 2       | Canadian Open, Montréal | Cemento    | 2T    | 1-6, 3-2 rit. | 151       |